# Carisolo
Carisolo – miejscowość i gmina we Włoszech, położona w dolinie Val Rendena, w regionie Trydent-Górna Adyga, w prowincji Trydent.
Według danych na rok 2004 gminę zamieszkiwało 918 osób, a gęstość zaludnienia wynosi 38,2 os./km².